# Alejandro Fernández
Alejandro Fernández Castañeda (Guadalajara, 24 aprile 1971) è un cantante e musicista messicano.

## Biografia
Alejandro nacque a Guadalajara, nello Stato di Jalisco, in Messico, il 24 aprile 1971, ultimo di tre figli avuti dal padre cantante Vicente Fernández, considerato un pilastro della musica mariachi in Messico. Esordì sul palcoscenico già da bambino in compagnia del padre, cantando Alejandra.
Durante l'adolescenza si prese cura del ranch di famiglia, Los Tres Potrillos (letteralmente I tre puledri), così chiamato in onore dei figli dal padre. Una volta arrivato alla maggiore età, si fidanzò con América Guitan, restaurò il ranch di famiglia e intraprese la carriera universitaria seguendo i corsi di architettura.
Nel 1990 interruppe gli studi per incidere il suo primo album (pubblicato nel 1991), intitolato Alejandro Fernandez. Il tema centrale delle canzoni era il ranch di famiglia, ma nonostante la banalità divenne un successo e in breve tempo gli venne affibbiato il nome di El potrillo de México (letteralmente Il puledro del Messico). Per onorare la carriera e la figura del padre, Vicente Fernández, Alejandro incise un singolo di medio rendimento, El Potrillo se va.
I dischi pubblicati in seguito, Piel de niña e Grandes Exitos A La Manera De Alejandro Fernandez, lo lanciarono ufficialmente nel mondo della musica. Con l'album Grandes Exitos si distacca dal genere del mariachi sviluppando un tono ravvicinato col pop latino.
Nel 1995 uscì un album importante: Que seas muy feliz, il primo singolo estratto fu Como quien pierde una estrella, il quale mostrò un ritmo pop rivolto al pubblico giovanile. Questo fu anche uno dei pochi singoli che sbarcarono negli Stati Uniti, oltre che in America Latina.
Nel 1996 incise Muy dentro de mi corazón, il quale gli conferì un doppio disco di platino in Messico a poca distanza dall'uscita. Produsse anche una canzone che sarebbe poi stata utilizzata alla XXVI Olimpiade di Atlanta (Stati Uniti).
Nel 1997 incise un nuovo disco, Me estoy enamorando, dedicato alle figlie e alla moglie. Il disco lo lanciò nel mondo del pop latino. Nello stesso anno, sua moglie América, già madre del primogenito Alejandro, partorì due gemelle, América e Camila. Nelle classifiche annuali di Billboard, vennero nominate tra le migliori canzoni pubblicate Si tu supieras e En el jardín, quest'ultima cantata assieme a Gloria Estefan.
Nel 1998 incise un nuovo album Mi verdad, col quale ritornò al filone mariachi, mentre nel 1999, con Christmas in Vienna VI cantò sia in lingua spagnola che in inglese alcune tradizionali musiche di Natale. Al disco presero parte anche Plácido Domingo e Patricia Kaas.
Nel 1999 giunse il divorzio da América. Poco dopo conobbe Ximena Díaz, in un palenque colombiano. Dopo un breve trasloco negli Stati Uniti, la coppia si trasferì a Guadalajara, a pochi chilometri dal luogo natio del cantante, in questo arco temporale, Ximena rimase incinta del figlio Emiliano.
Nel 2000 uscì l'ottavo disco di Alejandro, Entre tus brazos, nuovamente centrato sul genere pop. Il disco seguente, Orígenes, batté i primati di vendita per l'autore, ottenendo due dischi di platino negli Stati Uniti, uno in Messico, un disco d'oro in Ecuador e un altro in Venezuela. Nel 2001 iniziò un tour assieme a suo padre Vicente, da cui ne trassero un doppio CD, Por última vez juntos. Nel 2002 Ximena partorì la sua quintogenita, Valentina.
Nel 2004 Alejandro partecipò al film messicano El sueño del héroe, di cui ne produsse la colonna sonora. Il film fu un insuccesso, ma dimostrò la versatilità del cantante. Il successo spagnolo venne accompagnato grazie al singolo Me dediqué a perderte, che precedette la pubblicazione dell'album in studio A corazón abierto. Il 22 giugno 2005 Alejandro tenne un concerto a Madrid, da cui trasse un DVD. Nello stesso anno terminò la relazione con Ximena; a Madrid viaggiò insieme alla giovane Ayari, successivamente dichiarata come fidanzata.
Il 2005 fu un anno importante per la sua carriera: oltre ad ottenere i primi successi in Europa, tenne un concerto a Monterrey, in Messico, con Plácido Domingo e José Carreras. Aprì anche una tournée negli Stati Uniti in compagnia di Chayanne e Marc Anthony, una delle più seguite dell'anno e soprannominata la Tournée dei Tre Latinos.
Nel 2007 uscì l'album Viento a favor che include una collaborazione con Beyoncé, Amor Gitano. In seguito a questo album, comincia nel 2008 un tour internazionale che tocca la Spagna, tutta l'America Latina e gli Stati Uniti, e si conclude a Città del Messico.

## Palmarès
- 2 Grammi Latini: 2002 e 2004
- Billboard Latini 2004
- Stella al Hollywood-Boulevard
- Premio "Lo Nuestro" 1998 e 2004
- Premio "Oye" 2002 e 2003
- Premio "Lunas del Auditorio" 2002 e 2007
- Premio "Dial" (Spagna) 2005 e 2008
- 2004: Giorno Nazionale di Alejandro Fernández negli U.S.-15 settembre.
- 2004 Las Vegas-Chiave della città.
- 2005 Porto Vallarta- Chiave della città e ambasciatore di Porto Vallarta nel mondo.
- 2005 "Orquídea di Diamante" (Venezuela)
- 2007 Premio "Furia Musical"
- 2007: Premio Jutentud
- 2008: "Primo Ambasciatore Turistico di Jalisco"
- Riconoscenza di "La Voce del Messico"

## Duetti
- Vicente Fernández (suo padre)
- I tenori Plácido Domingo e José Carreras
- Plácido Domingo e Patricia Kaas
- Beyoncé
- Gloria Estefan
- Julio Iglesias
- Miguel Bosé
- Mario Frangoulis
- Ednita Nazario
- Amaia Montero
- Malú
- Diego, El Cigala
- Chayanne e Marc Anthony
- Franco de Vita
- Christina Aguilera
- Alejandro Sanz

## Discografia
- 1992: Alejandro Fernandez
- 1993: Piel De Niña
- 1994: Grandes Exitos A La Manera De Alejandro Fernandez
- 1995: Que Seas Muy Feliz
- 1996: Muy Dentro de Mi Corazón
- 1997: Me Estoy Enamorando
- 1999: Mi Verdad
- 1999: Christmas in Vienna VI (feat. Plácido Domingo e Patricia Kaas)
- 2000: Entre tus brazos
- 2001: Orígenes
- 2002: Un Canto De México
- 2003: Niña Amada Mía
- 2003: En Vivo: Juntos Por Ultima Vez
- 2004: Zapata: El sueño del héroe (colonna sonora)
- 2004: A corazón abierto
- 2005: México - Madrid: En Directo Y Sin Escalas
- 2007: Viento A Favor
- 2007: 15 Años De Éxitos
- 2008: De noche: Clasicos a mi manera
- 2009: Dos mundos: Evolución / Dos mundos: Tradición
- 2010: Dos Mundos: Revolución
- 2013: Confidencias
- 2014: Confidencias Reales